# مارسفیلد، نیو ساوت ولز
مارسفیلد (به انگلیسی: Marsfield) یک حومه شهر در استرالیا است که در نیو ساوت ولز واقع شده‌است.